# Wanted – Ścigani
Wanted – Ścigani (ang. Wanted) – amerykańsko-niemiecki film akcji z 2008 roku w reżyserii Timura Biekmambietowa na podstawie komiksu J.G. Jonesa i Marka Millara. Przedstawia historię nieszczęśliwego pracownika biurowego, który próbuje przejąć kontrolę nad swoim życiem i dołącza do Bractwa elitarnych zabójców, w którym był kiedyś jego ojciec. W głównych rolach występują James McAvoy, Angelina Jolie, Morgan Freeman, Terence Stamp.

## Fabuła
Wesley Gibson jest doradcą klienta w firmie w Chicago. Ma dość swojego dotychczasowego życia – ma słabo płatną pracę biurową, irytującą szefową Janice, mieszka w małym mieszkaniu przy torach z dziewczyną, która zdradza go z jego najlepszym przyjacielem, bierze leki na napady paniki. Jego ojciec odszedł od nich, gdy Wesley miał 7 dni.
Podczas odbierania recepty spotyka Fox, która mówi mu, że jego ojciec został zamordowany dzień wcześniej, a jego morderca na niego poluje. Podczas strzelaniny w aptece, Wesley'owi udaje się uciec z pomocą Fox, która zabiera go do fabryki, gdzie poznaje członków Bractwa. Sloan, lider grupy, zdradza mu, że są oni płatnymi zabójcami mającymi zachować pokój we wszechświecie. Jego ojciec był ich najlepszym członkiem, lecz został zamordowany przez zdrajcę – Crossa. Wyjaśnia mu, że jego napady paniki są w rzeczywistości rzadką umiejętnością, która sprawia, że jego serce przyspiesza do 400 uderzeń na minutę i rozprowadza ogromne ilości adrenaliny w jego mózgu. Na skutek tego otoczenie wokół niego zwalnia, a on może działać szybciej niż zwykli ludzie. Sloan chce nauczyć go kontrolować swoje zdolności, by pomógł im pomścić śmierć swojego ojca. Przerażony Wesley ucieka.
Kiedy następnego dnia budzi się i okazuje się, że ma 3.6 miliona dolarów, konfrontuje się z szefową, uderza przyjaciela klawiaturą i odchodzi z pracy. Następnie dołącza do Bractwa i rozpoczyna trening w fabryce tekstyliów. Inni członkowie uczą go wytrzymałości, walki nożami, bronią palną oraz wręcz pod okiem Fox. Uczy się także kontrolowania i wykorzystywania swoich zdolności do zakrzywiania trajektorii pocisków. Kiedy Wesley jest już prawie gotowy, Sloan wyjawia mu historię "Krosna Przeznaczenia". W tkaninie ukryty jest kod binarny, który od tysiąca lat wskazuje Bractwu cele do wyeliminowania, aby zapanować nad chaosem. Sloan jest odpowiedzialny za ich interpretowanie.
Przed zabiciem Crossa, Wesley z pomocą Fox musi wykonać kilka misji. Fox opowiada mu historię ze swojego dzieciństwa, aby pokazać mu konsekwencje niewykonania rozkazu. Po zerwaniu z dziewczyną, dochodzi do strzelaniny między Wesleyem a Crossem. W jej skutku omyłkowo zabity zostaje członek Bractwa – Eksterminator, a Wesley zostaje postrzelony w ramię. Po wyjęciu pocisku Wesleyowi udaje się namierzyć jego twórcę – człowieka o nazwisku Pekwarsky, który znajduje się na terenie Moraw. Sloan w końcu pozwala Wesleyowi zabić Crossa, lecz w tajemnicy daje również Fox rozkaz z Krosna, aby zabić Wesleya.
W Czechach docierają do Pekwarsky’ego, który obiecuje im zorganizowanie spotkania z Crossem. Gdy czekają na spotkanie na dworcu, Pekwarsky ucieka. Fox goni go, a Wesley wbiega do pociągu, w którym czeka na niego Cross. Dochodzi między nimi do starcia, które przerywa Fox, wjeżdżając autem w pociąg i powodując tym wykolejenie na moście. Cross ratuje Wesleya przed spadnięciem, lecz ten do niego strzela. Przed śmiercią Cross wyznaje mu, że jest jego prawdziwym ojcem, a Bractwo o wszystkim kłamało. Fox to potwierdza oraz wyjaśnia, że został on zwerbowany, ponieważ jest jedyną osobą, której Cross by nie zabił. Próbuje ona zastrzelić Wesleya, lecz on strzela w okno pod nimi, przez co wraz z ojcem spadają do rzeki.
Wesley, uratowany przez Pekwarsky’ego, budzi się w mieszkaniu naprzeciwko swojego. Pekwarsky wyjaśnia mu, że jest to mieszkanie Crossa, który zawsze był blisko niego i próbował go chronić. Próbował uratować go przed Bractwem, aby dać mu szansę na normalne życie. Sloan był prawdziwym celem wskazanym przez Krosno, dlatego wskazywał on własne cele, a z Crossa zrobił zdrajcę. Wesley postanawia pomścić ojca i udaje się do fabryki śmieciarką pełną bomb przyczepionych do szczurów. Po zabiciu Rzeźnika i kilku innych ocalałych z wybuchu, dostaje się do biura Sloana, gdzie zostaje otoczony przez Fox i pozostałych zabójców. Wyjawia im prawdę o kłamstwach Sloana, więc lider pokazuje zlecenia Krosna na wszystkich członków Bractwa i każe im wybierać pomiędzy samobójstwem zgodnie z przeznaczeniem a zabiciem Wesleya i rządzeniem światem wedle własnych rozkazów. Fox rzuca broń Wesley'owi, lecz najpierw wystrzeliwuje pocisk, który zakręca i zabija wszystkich członków Bractwa włącznie z nią. Sloanowi udaje się uciec.
Wesley, nie mając pieniędzy, wraca do poprzedniej pracy. Pojawia się Sloan, który próbuje go zabić, lecz zastaje tam jedynie przynętę, tj. młodego mężczyznę, który wygląda bardzo podobnie do Wesleya. W tym momencie Wesley śmiertelnie postrzelił go karabinem snajperskim z mieszkania Crossa. Wesley dochodzi do wniosku, że wreszcie odzyskał kontrolę nad swoim życiem.

## Obsada
- James McAvoy – Wesley Gibson, zmęczony życiem pracownik biurowy, który decyduje się dołączyć do Bractwa zabójców, do którego wcześniej należał jego ojciec.
- Angelina Jolie – Fox, jedna z najwyższych członków Bractwa, opiekuje się Wesleyem.
- Morgan Freeman – Sloan, lider Bractwa, interpretuje rozkazy z Krosna.
- Thomas Kretschmann – Cross, były członek Bractwa, prawdziwy ojciec Wesleya.
- Terence Stamp – Pekwarsky, współpracuje z Crossem, potrafi tworzyć pociski, których nie da się namierzyć.
- Common – Rusznikarz, uczy innych członków używania broni palnej.
- Dato Bakhtadze – Rzeźnik, uczy Wesleya walki nożami.
- Konstantin Chabienski – Eksterminator, jedyny przyjaciel Wesleya w Bractwie, robi bomby i przyczepia je do szczurów.
- Marc Warren – Mechanik, uczy Wesleya walki wręcz oraz wytrzymałości, głównie przez bicie go do nieprzytomności.
- David O’Hara – Pan X, najlepszy zabójca z Bractwa, zabity przez Crossa, fałszywy ojciec Wesleya.
- Kristen Hager – Cathy, dziewczyna Wesleya, zdradza go z jego najlepszym przyjacielem.
- Chris Pratt – Barry, najlepszy przyjaciel i współpracownik Wesleya, ma romans z jego dziewczyną.
- Lorna Scott – Janice, irytująca szefowa Wesleya.

## Produkcja
Film Wanted – Ścigani – Ścigani jest luźno oparty na serii komiksów Wanted  autorstwa J.G. Jonesa i Marka Millara. Seria komiksów zwróciła uwagę Jeffa Kirschenbauma z Universal Pictures, który postanowił stworzyć na jego podstawie film w kategorii wiekowej R. W 2004 roku producent Marc Platt zdobył prawa do filmu i starał się pozyskać rosyjsko-kazachskiego reżysera Timura Biekmambietova, ponieważ podobał mu się charakterystyczny styl jego filmów Straż nocna (2004) i później sequelu Straż dzienna (2006). Był to pierwszy angielskojęzyczny film w jego reżyserii. Studio miało z tego powodu opory przez zatrudnieniem reżysera, lecz Platt ich do tego przekonał. Scenarzyści Michael Brandt i Derek Haas rozpoczęli prace nad scenariuszem w czasie kiedy komiks miał tylko jedną część, a Jones i Millar dopiero pisali kolejne.
James McAvoy zaczął ubiegać się o rolę Wesleya w 2006 r., ponieważ podobało mu się, że przedstawia super-bohatera, który nie jest idealny. Początkowo został odrzucony z powodu niskiej tężyzny fizycznej, lecz po siedmiu miesiącach zadzwoniono do niego i powiedziano, że dostał angaż. Mark Millar początkowo chciał, by tę rolę zagrał Eminem. O rolę Wesley'a ubiegał się również Ryan Phillippe. Chociaż postać Fox podobno była wzorowana na Halle Berry, ostatecznie angaż do roli dostała Angelina Jolie, po tym jak Dean Georgaris przepisał ją specjalnie dla niej. Pod uwagę brane były także Jessica Biel, Halle Berry, Jada Pinkett Smith i Beyoncé Knowles. Morgan Freeman po raz pierwszy miał okazję pracować z zagranicznym reżyserem. Twierdził, że praca nad filmem na podstawie powieści graficznej była dla niego nowym obszarem, który bardzo go zaintrygował.
Zdjęcia kręcono od 30 kwietnia do 20 lipca 2007 roku w Chicago i Broadview (Illinois, USA) oraz w Pradze, zamkach Pernštejn i Krivoklát (Czechy). Film w większości nagrywany był na ulicach Chicago, choć wnętrza były kręcone w czeskich studiach. Część filmu została nakręcona w Czechach. Wesley po raz pierwszy przybywa do Zamku Pernštejn, wznoszącego się nad miejscowością Nedvědice, na południowy wschód od Pragi w kierunku Brna na Morawach Południowych. Wiele scen z jego spotkania z Pekwarskym zostało sfilmowanych w zamku Krivoklát, około 40 mil na zachód od Pragi.
Osiem firm zajmujących się efektami wizualnymi pracowało nad 800 ujęciami do filmu, z których większość została wykonana przez firmę Bazelevs Production Biekmambietova. Pierwszy kierownik efektów, Jon Farhat, został zmuszony do wycofania się z produkcji z powodu choroby i został zastąpiony przez Stefena Fangmeiera, który przyjął zadanie, gdyż Wanted – Ścigani wymagało jeszcze tylko czterech miesięcy pracy. Gdy Fangmeier odwiedził Bazelevs w Moskwie, efekty były opóźnione, a tylko 12 gotowych kompozytów z planowanych 500. Fangemier sprowadził następnie dwóch innych przełożonych, którzy pomagali mu w wykonywaniu wielu ujęć tygodniowo, aby praca mogła zostać wykonana w terminie. Innym ważnym współautorem była marka Framestore z siedzibą w Londynie, odpowiedzialna za kulminacyjną katastrofę kolejową. Zespół stworzył również cyfrowych dublerów o niskiej rozdzielczości dla Jolie i McAvoy'a.
Muzyka do filmu w większej części została stworzona przez Danny’ego Elfmana. Ścieżka dźwiękowa jego autorstwa do filmu tego składa się z 15 utworów. W filmie zostały także użyte utwory: Every Day is Exactly the Same Nine Inch Nails, Time to Say Goodbye Andrei Bocellego, Escape (The Piña Colada Song) Rupert Holmes, Flosso Bosso i With a Twist Harry’ego Garfielda.

## Premiera i promocja
Początkowo premiera filmu Wanted – Ścigani miała odbyć się 28 marca 2008 r., jednak w grudniu 2007 r. Universal Studios ogłosiło, że została ona przesunięta. Odbyła się 19 czerwca 2008 r. na Festiwalu Filmowym LA w Los Angeles. Z uwagi na rosyjskie pochodzenie reżysera, Universal wydał specjalnie  zlokalizowaną wersję w Rosji. Literackie tłumaczenie angielskiego dialogu zostało napisane przez pisarza Siergieja Łukjanienkę. Kilka tekstów pojawiających się na ekranie i ważnych dla fabuły zostało przetłumaczonych za pomocą CGI, bez użycia napisów czy tłumaczenia lektorskiego. Kilku słynnych rosyjskich aktorów, z których większość występowała także w  Straży Nocnej i Straży Dziennej  Bekmambetova, stworzyło dubbing głównych bohaterów, a Konstantin Chabienski podkładał głos samemu sobie jako Eksterminator. James McAvoy również przełożył kilka cytatów Wesleya Gibsona na rosyjski.
Budżet fimu wynosił 75 milionów dolarów. Zadebiutował w 3185 kinach. W dniu premiery zarobił 50 927 085 dolarów w Stanach Zjednoczonych i 7 606 811 w Wielkiej Brytanii. Całościowo Wanted – Ścigani zarobiło 134 508 551 dolarów w Stanach Zjednoczonych, a 342 463 063 na całym świecie. Film jest do kupienia również na DVD i Blu-ray. Ze sprzedaży DVD zarobił 72 927 156 dolarów.

## Odbiór filmu
Film spotkał się z pozytywną reakcją krytyków. 72% z 208 recenzji zebranych przez Rotten Tomatoes zostało przez redaktorów serwisu uznane za pozytywne, a średnia ważona ocen wystawionych na ich podstawie wyniosła 6,60/10.
Na serwisie Metacritic również został on oceniony pozytywnie przez redaktorów, uzyskując 28 pozytywnych opinii z 38 zebranych. Opinie użytkowników są jednak bardziej mieszane. Na 672 zebrane opinie 288 jest pozytywnych, a 272 negatywnych.
Na polskim serwisie Filmweb film zyskał średnią ocen 4,9 od 7 redaktorów oraz 6,7 wśród 170 186 użytkowników. 28% z nich przyznało Wanted – Ścigani ocenę 7.

## Różnice między filmem a komiksem
Film jest luźno oparty na komiksowej wersji.
Wesley Gibson jest nieszczęśliwym pracownikiem biurowym, który jest prześladowany przez prawie wszystkich w swoim życiu, w tym przez jego afrykańsko-amerykańską szefową Janice, lokalny gang latynoski oraz jego najlepszego przyjaciela, z którym zdradzała go była dziewczyna. Wesley został wychowany przez swoją pacyfistyczną matkę po tym, jak zostali porzuceni przez ojca, co spowodowało, że wyrósł na słabego mężczyznę. Wszystko to zmienia się, gdy odwiedza go Fox, która strzela do wszystkich w sklepie spożywczym, zanim ujawnia się, że jest członkiem Bractwa, potężnej organizacji zabójców, która rządzi światem. Dopóki zachowają tajemnicę, mogą popełnić każde przestępstwo bez żadnych konsekwencji. Bractwo chce zwerbować Wesleya, aby zastąpił jego ojca, znanego jako Killer, który został zabity przez nieznanego zabójcę.
Fox przedstawia Wesleya profesorowi Solomonowi Selzerowi, błyskotliwemu szalonemu naukowcowi i przywódcy północno-południowoamerykańskiego oddziału Bractwa. Profesor pomaga Wesley'owi zrealizować swoje moce, prowokując go do odstrzeliwania skrzydeł muchom. Profesor wyjaśnia, że dawno temu świat opanowali zarówno superbohaterowie, jak i superzłoczyńcy. Zmęczeni tym, że zawsze są pokonanywani superzłoczyńcy połączyli siły i zorganizowali rewolucję, w której uczestniczył ojciec Wesleya. Po długiej, krwawej wojnie superbohaterowie zostali pokonani. Korzystając z magii i zaawansowanej technologii, nowo utworzone Bractwo było w stanie wymazać ze świata wspomnienia superbohaterów i superzłoczyńców. Pozostały tylko niewyraźne, niedokładne wspomnienia, które były przyczyną komiksów o superbohaterach i innych mediów. Wielu ocalałych bohaterów uważało się teraz za aktorów grających superbohaterów.
Profesor wyjaśnia również Wesleyowi, że Fox i jego ojciec pracowali kiedyś dla pana Rictusa, który kontrolował australijski oddział Bractwa. Kiedy Rictus odwiedza siedzibę profesora, Fox sugeruje, że ona i Killer opuścili oddział Rictusa, ponieważ krzywdził on dzieci.
Bractwo rozpoczyna szkolenie Wesleya, aby nauczył się używać jego nowo odkrytych mocy. Trening koncentruje się nie tylko na jego umiejętnościach fizycznych, ale także na jego osobowości. Jest znieczulony na przemoc i ostatecznie uczy się nią cieszyć. Mówi mu się, aby popełniał przypadkowe akty przemocy, zanim podejmie zemstę na każdym, kto choćby odrobinę go skrzywdził. Wkrótce zostaje pełnoprawnym członkiem Bractwa, towarzysząc im w wyprawach na alternatywne wszechświaty i w innych misjach.
Wesley zostaje wyznaczony jako osobisty ochroniarz Profesora podczas konwencji Bractwa, na którym spotkają się przywódcy pięciu działów Bractwa. Pięciu przywódców to Profesor, Pan Rictus, Adam-One, Przyszłość i Imperator. Tutaj dowiaduje się, że Rictus i Przyszłość od dawna chcieli zakończyć politykę tajemnicy Bractwa i otwarcie rządzić światem. Profesor, Adam-One i Imperator opowiadali się za zachowaniem tajemnicy superzłoczyńców w celu zdobycia „łupu bez łamania nóg” i zawsze udało im się przegłosować Rictusa i Przyszłość. Choć wydaje się, że Imperator ma zamiar zmienić stronę, Profesor subtelnie manipuluje nim, aby ponownie zagłosować za zachowaniem tajemnicy.
Po spotkaniu Profesor wyjeżdża limuzyną z nadzieją na zabranie dziecięcej prostytutki. Jednak w rzeczywistości za kierowcę podszywał się Shithead, prawa ręka Rictusa, a Profesor zostaje przez niego zamordowany. Frakcje Rictusa i Przyszłości z Bractwa rozpoczynają bunt przeciwko pozostałym trzem. Gdy większość superzłoczyńców Profesora zostaje zabita, Wesley i Fox muszą samodzielnie walczyć z rywalizującymi frakcjami. Udaje im się zabić wielu zbuntowanych superzłoczyńców, w tym Przyszłość. Kończy się to atakiem na ich własną kwaterę główną, okupowaną przez Rictusa i jego frakcję. Pokonując Rictusa i odbijając kulę w jego gardle, Wesley żąda informacji, kto zabił jego ojca, ale Rictus odmawia odpowiedzi (lub po prostu nie jest w stanie), zanim umiera. Postać wychodzi z cienia, ukazując się jako ojciec Wesleya, oryginalny Killer. Killer ujawnia, że on i Fox opuścili rozdział Rictusa nie dlatego, że sprzeciwiali się krzywdzeniu dzieci, ale dlatego, że wiedzieli o jego planowanym buncie. Killer mówi również, że jego umiejętności pogarszają się z wiekiem i nie chce być zabity przez nikogo gorszego od niego. Po treningu Wesleya Killer uważa, że jest jedyną osobą godną zakończenia swojego życia i nakazuje Wesleyowi strzelić mu w głowę.
Zarówno w filmie jak i w komiksie pojawia się łamanie czwartej ściany, kiedy to Wesley zwraca się bezpośrednio do widza.

## Wyróżnienia
| Nagroda                           | Kategoria                             | Odbiorca                                     | Wynik     |
| --------------------------------- | ------------------------------------- | -------------------------------------------- | --------- |
| Nagroda Akademii Filmowej         | Najlepszy montaż dźwięku              | Wylie Stateman                               | Nominacja |
| Nagroda Akademii Filmowej         | Najlepszy dźwięk                      | Chris Jenkins, Frank A. Montaño, Petr Forejt | Nominacja |
| Empire Awards                     | Najlepszy Film Sci-Fi/Film Superhero  |                                              | Wygrana   |
| Critics’ Choice                   | Najlepszy film akcji                  |                                              | Nominacja |
| Saturn                            | Najlepszy film fantasy                |                                              | Nominacja |
| MTV Movie Award                   | Najlepsza aktorka                     | Angelina Jolie                               | Nominacja |
| MTV Movie Award                   | Najlepszy pocałunek                   | James McAvoy, Angelina Jolie                 | Nominacja |
| MTV Movie Award                   | Najlepszy moment WTF                  | Zakrzywiony pocisk – Angelina Jolie          | Nominacja |
| Nagroda Gildii Aktorów Ekranowych | Najlepszy zespół kaskaderski w filmie |                                              | Nominacja |